# بن کیلیپ
بن کیلیپ (انگلیسی: Ben Killip؛ زادهٔ ۲۴ نوامبر ۱۹۹۵) بازیکن فوتبال است.
از باشگاه‌هایی که در آن بازی کرده‌است می‌توان به باشگاه فوتبال براینتری تاون، آکادمی و تیم دوم باشگاه فوتبال چلسی، باشگاه فوتبال گریمزبی تاون، و باشگاه فوتبال هارتل پول یونایتد اشاره کرد.
وی همچنین در تیم ملی فوتبال England C بازی کرده‌است.